# Durham megye (Észak-Karolina)
Durham megye az Amerikai Egyesült Államokban, azon belül Észak-Karolina államban található. Megyeszékhelye Durham, amely a legnagyobb városa is. Lakosainak száma 324 833 fő (2020. április 1.). Durham megye Person, Granville, Wake, Chatham és Orange megyékkel határos.

## Népesség
A megye népességének változása:
| Lakosok száma | 270 777 | 276 122 | 282 081 | 288 133 | 300 952 | 324 833 |
|               | 2010    | 2011    | 2012    | 2013    | 2015    | 2020    |